# Hexatoma brevistigma
Hexatoma brevistigma är en tvåvingeart som beskrevs av Alexander 1953. Hexatoma brevistigma ingår i släktet Hexatoma och familjen småharkrankar.
Artens utbredningsområde är Thailand. Inga underarter finns listade i Catalogue of Life.